# إكس ماكينا (فلم)
إكس ماكينا (بالإنجليزية: Ex Machina) هو فيلم إثارة تم إنتاجه في المملكة المتحدة وصدر في سنة 2015. من بطولة أليسيا فيكاندير وأوسكار إسحاق.

## القصة
قصة الفيلم تبدأ بشاب مبرمج نال العديد من الجوائز وعمره 24 سنة واسمه كالب سميث، يتم اختياره هو وناثان بيتمان لصنع انسانة آلية تدعى إيفا ويقوم كالب بنقل المشاعر البشرية إليها. بعد اختراعها يبدأ كالب بحبها.

## الميزانية والإيرادات
بلغت تكلفة إنتاج الفيلم حوالي 15 مليون دولار بينما حقق إيرادات تقدر بـ 37 مليون دولار.

## وصلات خارجية
- مقالات تستعمل روابط فنية بلا صلة مع ويكي بيانات